# Titan IIIE
O Titan IIIE ou Titan 3E, ou ainda Titan III-Centaur, foi um veículo de lançamento descartável de origem norte-americana. Fabricado pela Martin Marietta.
Esse modelo, foi uma derivação do Titan IIID com a adição de um estágio Centaur-D, para aumentar a capacidade de carga.
O Titan IIIE, foi lançado sete vezes, conduzindo sondas espaciais para a NASA, entre 1974 e 1977.